# Новосюлкі (Сім'ятицький повіт)
Новосюлкі (Новосілкі, пол. Nowosiółki) — село в Польщі, у гміні Милейчиці Сім'ятицького повіту Підляського воєводства. Населення — 65 осіб (2011).

## Історія
Вперше згадується 1561 року.
У 1975—1998 роках село належало до Білостоцького воєводства.

## Демографія
Демографічна структура станом на 31 березня 2011 року:
|          | Загалом | Допрацездатний вік | Працездатний вік | Постпрацездатний вік |
| -------- | ------- | ------------------ | ---------------- | -------------------- |
| Чоловіки | 37      | 7                  | 19               | 11                   |
| Жінки    | 28      | 3                  | 11               | 14                   |
| Разом    | 65      | 10                 | 30               | 25                   |